# Trinodes puetzi
Trinodes puetzi là một loài bọ cánh cứng trong họ Dermestidae. Loài này được Háva & Prokop miêu tả khoa học năm 2006.